# The Sick Kitten
The Sick Kitten je britský němý film z roku 1903. Režisérem je George Albert Smith (1864–1959). Film trvá necelou minutu a premiéru měl v únoru 1903. Jedná se o remake snímku The Little Doctor and the Sick Kitten (1901), který je považován za ztracený. Původní film byl o něco delší a měl stejný děj, jen se v něm děti staraly o dvě nemocné kočky.

## Děj
Dvě děti v eduardovském oblečení se láskyplně starají o nemocnou kočku.